# 福原歩
福原 歩（ふくはら あゆみ　1986年3月19日-）は、滋賀県出身の元ローカルタレント。
八幡商業高等学校卒業後、モデル事務所「ジャパンモデルエージェンシー」に所属し、雑誌、広告・コマーシャルのモデル活動を開始。その後、放送タレントとしても活動し、朝日放送やサンテレビジョンの番組などに出演していた。
2014年12月31日をもって、芸能活動から引退することを発表した。

## 主な出演番組
- スカイA「アッピィーチャンネル（番組宣伝）」
- ABCラジオ「F.C.オフサイドトーク」
- 同上「ニッカン・ザ・ライブ」
- 同上「Monday! SPORTS - JAM」
- サンテレビジョン「アサスマ」
- 同上「山のぼり大好き」